# Lucia Casalini Torelli
Lucia Casalini Torelli (Bologna, 1677 – Bologna, 18 maggio 1762) è stata una pittrice italiana. Nella sua epoca fu un'affermata ritrattista.

## Notizie biografiche

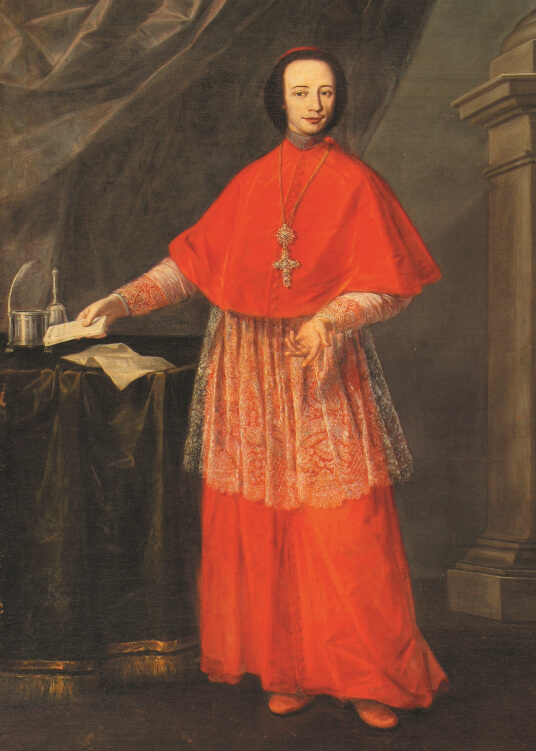
Il Cardinale Giorgio Doria

Lucia Casalini Torelli fu una delle principali pittrici italiane del XVIII secolo. Figlia di Antonio Casalini e Antonia Bandiera, iniziò i suoi studi pittorici presso Carlo Casalini, suo cugino. Presto, all'età di 13 anni, entrò nella bottega da uno dei più quotati pittori bolognesi della sua epoca, Giovan Gioseffo Dal Sole, vigoroso maestro del Barocco. Qui incontrò il suo futuro marito Felice Torelli, anche lui un pittore di una certa levatura, che il maestro mandava regolarmente a casa della ragazza per portarle i disegni da copiare e studiare. I due si sposarono nel 1701 e in seguito aprirono a loro volta una scuola di pittura. Ebbero sette figli, due dei quali, Anna e Stefano, diventarono anch'essi artisti.
Nel 1706 Felice Torelli fu tra i fondatori dell'Accademia Clementina e Lucia fu eletta tra i membri d'onore nel 1726, pochi anni dopo l'aggregazione in essa di Rosalba Carriera. La loro partecipazione attiva all'Accademia contribuì notevolmente alla loro affermazione artistica e sociale nel panorama bolognese della prima metà del '700.
La sua opera fu per lo più di carattere sacro, ma si specializzò anche come ritrattista, lavorando per le più importanti famiglie bolognesi dell'epoca. Ritrasse, fra gli altri, vari ecclesiastici bolognesi come i cardinali Ruffo, Spinola, Doria, Gozzadini ed altri. Nella Vite de' Pittori Bolognesi, non descritte nella Felsina Pittrice (1769), l'autore Luigi Crespi esclama:
La pittrice emiliana restò vedova nel 1748 e morì nella sua città il 18 maggio 1762 alla veneranda età di 85 anni.
La figlia Anna Teresa fu a sua volta pittrice e miniatrice.
Molte delle sue opere sono andate perdute. A Bologna, nella chiesa di San Giovanni Battista dei Celestini si conserva un suo San Nicola da Tolentino.
Nella chiesa di San Domenico, a Imola, resta la sua pala d'altare che raffigura San Tommaso d'Aquino.
Un suo ritratto è conservato nella Quadreria dell'Università di Bologna.

## Opere
- Autoritratto, 1716 circa, Firenze, olio su tela, 62x57,5 cm, Gallerie degli Uffizi, Collezione di autoritratti agli Uffizi
- Autoritratto, ante 1725, olio su tela, 74,5x59 cm, Firenze, Gallerie degli Uffizi, Collezione di autoritratti agli Uffizi
- San Stanislao Kostka in preghiera, 1737, Basilica san Luigi, Castiglione delle Stiviere
- Ritratto di Angela Agnese Pakman, Chiesa e convento delle suore terziarie di San Francesco di Paola in San Giacomo, Bologna[6]
- Ritratto d'uomo, Museo della Rocca di Dozza[7]
- San Tommaso d'Aquino [8]
- Nascita di San Giovanni Battista, a Malalbergo[9]
- Immacolata Concezione e santi, a Reggio Emilia[10]
- Madonna con Bambino e Santi, a Marzabotto[11]